# Landkreis Haßberge
Landkreis Haßberge er den østligste landkreis i det bayerske Regierungsbezirk Unterfranken. Nabokreise er, mod nord Landkreis Rhön-Grabfeld og den thüringske Landkreis Hildburghausen, mod nordøst ligger Landkreis Coburg, mod øst og syd Landkreis Bamberg og i vest  Landkreis Schweinfurt.

## Geografi
Landkreisen  har navn efter den lave bjergkæde Haßberge, som omfatter en væsentlig del af kreisen, og ligger  i den nordøstlige del af området. Den vestlige del er en flad lavning; Mod syd afgrænses Haßberge af floden Main der går gennem området i øst-vestlig retning. Syd for Main ligger udløbere af Steigerwald. Andre større floder er de to bifloder til Main, Nassach, der har sin udmunding i landkreisens administrationsby Haßfurt, og længere mod øst Baunach. Dens udmunding ligger ved Baunach, syd for Ebern og nord for Bamberg.

## Byer og kommuner
Kreisen havde 84599  indbyggere pr.  2018-12-31

| Byer 1. Ebern (7270) 2. Eltmann (5299) 3. Haßfurt (13609) 4. Hofheim i.UFr. (5109) 5. Königsberg i.Bay. (3638) 6. Zeil a.Main (5561) Købstæder (markt) 1. Burgpreppach (1347) 2. Maroldsweisach (3270) 3. Rentweinsdorf (1581) Kommuner 1. Aidhausen (1689) 2. Breitbrunn (1025) 3. Bundorf (911) 4. Ebelsbach (3779) 5. Ermershausen (560) 6. Gädheim (1268) 7. Kirchlauter (1324) 8. Knetzgau (6518) 9. Oberaurach (3975) 10. Pfarrweisach (1482) 11. Rauhenebrach (2932) 12. Riedbach (1712) 13. Sand a.Main (3139) 14. Stettfeld (1166) 15. Theres (2751) 16. Untermerzbach (1689) 17. Wonfurt (1995) Verwaltungsgemeinschafte 1. Ebelsbach (Kommunerne Breitbrunn, Ebelsbach, Kirchlauter und Stettfeld) 2. Ebern (Byen Ebern, købstaden Rentweinsdorf og kommunen Pfarrweisach) 3. Hofheim in Unterfranken (Byen Hofheim in Unterfranken, købstaden Burgpreppach og kommunerne Gemeinden Aidhausen, Bundorf, Ermershausen og Riedbach) 4. Theres (Kommunerne Gädheim, Theres og Wonfurt) |